# أنيوزين
أنيوزين هي بلدية في مقاطعة بريشيا في منطقة لومباردي الإيطالية. يبلغ عدد سكانها 1825 نسمة (2011).